# Igor Papič
Igor Papič, slovenski elektroinženir in politik, * 24. maj 1966, Ljubljana.
Papič je doktor elektrotehnike in redni profesor na Fakulteti za elektrotehniko Univerze v Ljubljani. Od leta 2011 do leta 2013 je bil prodekan za pedagoško delo, od leta 2013 do leta 2017 dekan fakultete, od leta 2017 do leta 2021 pa rektor Univerze v Ljubljani. 1. junija 2022 je bil imenovan na mesto ministra za izobraževanje, znanost in šport Republike Slovenije, ob reorganizaciji 15. vlade Republike Slovenije pa je postal minister za visoko šolstvo, znanost in inovacije.

## Mladost in izobraževanje
Diplomiral je leta 1992 na takratni Fakulteti za elektrotehniko in računalništvo v Ljubljani in kasneje še magistriral. V času študija je dve leti deloval kot mladi raziskovalec pri podjetju Siemens v Nemčiji. Po doktoratu na Fakulteti za elektrotehniko v Ljubljani (1998) je bil na tej fakulteti izvoljen v naziv docenta ter leta 2009 rednega profesorja. Od leta 2007 deluje kot predstojnik Laboratorija za električna omrežja in naprave, leta 2011 je postal prodekan za pedagoško dejavnost in 2013 dekan fakultete.
Strokovno se ukvarja z elektroenergetiko, s kakovostjo električne energije in problematiko vključevanja razpršenih virov energije v električno omrežje. Leta 2009 je soustanovil 2e, prvo odcepljeno (»spin-off«) podjetje ljubljanske univerze, ki so ga dve leti kasneje prodali nemškemu lastniku.

### Rektor Univerze v Ljubljani
Leta 2017 je kot edini kandidat kandidiral na volitvah za 44. rektorja Univerze v Ljubljani, na katerih so prvič v zgodovini univerze lahko glasovali vsi zaposleni (torej vključno s tehničnim osebjem) in študenti. Papič je bil potrjen za štiriletni mandat, ki ga je nastopil oktobra 2017 kot eden najmlajših rektorjev v zgodovini univerze.
Leta 2021 se je potegoval za nov mandat na mesto rektorja ljubljanske univerze. Na volitvah se je uvrstil v drugi krog z Gregorjem Majdičem, ki je prejel 54,9 odstotka glasov, Igor Papič pa 45,1 odstotka, s čimer novega mandata ni dobil.

## Politika
Leto dni po neizvolitvi na mesto rektorja se je Igor Papič pridružil novoustanovljeni stranki Gibanje Svoboda Roberta Goloba, ki ga je ob oblikovanju svoje vlade predlagal na mesto ministra za izobraževanje, znanost in šport. V državnem zboru je bil potrjen 1. junija 2022. Po potrditvi sprememb zakona o vladi, ki predvideva ustanovitev novih ministrstev je Igor Papič 3. januarja 2023 podal odstopno izjavo, da bi lahko zasedel mesto ministra novega ministrstva za visoko šolstvo, znanost in inovacije. Na ta položaj je bil imenovan 24. januarja 2023.
Marca 2022 je ministra Papiča kritiziral Visokošolski sindikat Slovenije, saj vlada z njimi ni potrdila izpogajanega stavkovnega sporazuma. Od ministra so zahtevali odstop in ga označili za neresnega in nesposobnega, saj je pogajanja o visokošolskih zadevah ob menjavi ministrstev predal ministru za vzgojo in izobraževanje Darju Feldi. Papič je odstop zavrnil in navedbe sindikata označil za pavšalne in pod nivojem.